# إندورفين
الإندورفين بالإنجليزية Endorphin ، وهو هرمون يتكون من سلسلة عديد الببتيد. وهو مادة موجودة في الجهاز العصبي للبشر والحيوانات. ويشكل الإندورفين وبعض المواد الكيميائية المماثلة لها أو القريبة منها والتي تدعى «بالانسفالين» جزءاً من مجموعة كبيرة من مركَّبات شبيهة بالمورفين وتسمى «أوبيويدات». وتساعد الأوبيويدات على تخفيف الآلام وتعطي شعوراً بالراحة والتحسن. ويعتقد العلماء أن الإندورفين والانسفالين يتحكمان في قدرة الدماغ على الاستقبال والاستجابة والإحساس بالألم أو الإجهاد. ويمكن أن تشكل جزءاً من نظام تسكين الألم في الجسم.
وقد اكتشف العلماء أصنافاً متعددة من الإندورفين والانسفالين معظمها مكونة من الببتيدات، وهي سلاسل من الحموض الأمينية. ويعتبر «إندورفين ـ بيتا» من أكثر الأوبيويدات التي تمت دراستها بتوسع. ويوجد مثل هذا النوع من الإندورفين في الدماغ وفي الغدة النخامية، وهي غدة صغيرة توجد أسفل قاعدة الدماغ، حيث يمكن أن تعمل بمثابة هورمون. ويوجد إندورفين ـ بيتا وهورمون آخر وهو الهرمون الموجه لقشر الكظر ويعرف اختصارًا بـ ACTH في جزيئات أكبر في الغدة النخامية حيث تُفرز هذه الهورمونات كرد فعل أو كاستجابة منسقة من الجسم عند تعرضه للألم أو الإجهاد.

## لمحة عن الإندورفين
منذ أن تم بالصدفة اكتشاف هرمون الإندورفين (Endorphins) في عام 1975م وهو يعد من أهم مسكنات الألم التي تفرز طبيعياً من جسم الإنسان.
والإندورفين هو في الواقع من مجموعة البيبتيدات المتعددة (Polypeptides) التي تتمثل مهمتها الرئيسية في توصيل الإشارات العصبية عبر الجهاز العصبي.
عند إفراز الإندورفين من خلايا الدماغ أو من الغدة النخامية، فإنه يرتبط بمستقبلات الألم في الدماغ وبالتالي يخفف الشعور بالألم، بالطريقة نفسها التي تعمل بها بعض الأدوية المسكنة للألم (المخدرة) كالمورفين والكودين، إلا أن الإندورفين الذي يفرز طبيعياً من الجسم لا يؤدي إلى الإدمان كما هو الحال مع الأدوية المخدرة المصنعة كيميائياً.
يوجد حالياً أكثر من عشرين نوعاً من الإندورفين قد تم التعرف عليها، إلا أن بيتا إندورفين يعد أكثرها قوة وفعالية، وهو يتكون من سلسلة طويلة من الأحماض الأمينية (ثلاثين حمضاً أمينياً).
يُفرَز الإندورفين استجابة لكل من الإجهاد (Stress) والألم، ويتمثل عمل الإندورفين في تخفيف الشعور بالألم، وخفض الإجهاد، وتعزيز الجهاز المناعي، كما أن من تأثيرات إفراز الإندورفين تحسن المزاج لدى الشخص والشعور بالسرور والسعادة.

الهرمونات الناتجة من تكسير البروأبيوميلانوكورتين

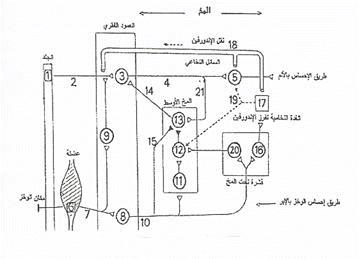
كيفية نقل الإندورفين

## تأثير الجهد البدني على تركيز الإندورفين في الدم
يفرز الإندورفين استجابة للجهد البدني الهوائي المعتدل الشدة الذي يدوم 20دقيقة فأكثر، وقد يفرز في حالة الجهد البدني الأقل شدة إذا استمر الجهد لفترة طويلة. أما أثناء الجهد البدني العنيف الذي لا يدوم إلا لفترة وجيزة، كعدو المسافات القصيرة أو رفع الأثقال، فلا يعتقد أن تركيزه في الدم يتغير بشكل محسوس مقارنة بحالة الراحة.
يعتقد كثير من العلماء أن الإنداورفين هو المسئول عن حالة الشعور بالسعادة التي يشعر بها العداءون المنتظمون على رياضة الجري (High Runner's)، على الرغم من الاختلافات الكبيرة في توقيت إفراز الإندورفين بين عداء وآخر، فبعضهم يفرز جسمه مادة الإندورفين بعد حوالي 10 دقائق من الجري، والبعض الآخر قد يستغرق منه الأمر 20 – 30 دقيقة قبل شعوره بحالة السرور والسعادة الناجمة من إفراز مادة الإندورفين.
أخيراً، لا يبدو أن هناك فروقاً ملحوظة في استجابة الإندورفين للجهد البدني لدى المرأة مقارنة بالرجل، كما تشير إلى ذلك نتائج البحوث التي قامت بالمقارنة بين الذكور والإناث في هذا الشأن.

## بعض أقوال الأطباء في مادة الإندورفين
- الدكتور ألن هيرش، مدير مركز الأعصاب في مؤسسة الشم والتذوق للبحوث العلمية في شيكاغو، «ينتج الدماغ مادة تسمى الإندورفين وهي مسؤولة عن تخفّيض الألم. وتعرف هذه المادة باسم قناع الغبطة. وتقوم المخدرات مثل المورفين، والهيروين، والكوكايين بحث الدماغ على إفراز الإندورفين للحصول على ذات النتيجة الطبيعية، ولكن لماذا نلجئ للمخدرات السامة بينما نستطيع حثّ دماغنا على الشعور بالسعادة والاسترخاء».
- يقول بعض الأطباء بأن تناول الفلفل الحار هو الإدمان بعينه. فالتسارع الذي يحصل على اللسان بعد تناول قضمة واحدة هو ردّ فعل الجسم الوقائي تجاه طعم الفلفل الحار. «بينما مضغ الفلفل الحار يمكن أن يفرز الإندورفين مركزياً وعلى اللسان».
- يقول جويل فورمان، طبيب عائلة ومؤلف كتاب (كل لتعيش)، «عندما يأخذ الناس علاجاً مموّهاً وهم يعتقدون بأنه دواء شاف، يحقق هذا العلاج نجاحاً باهراً في أغلب الأحيان، وهذه نتيجة لقوّة التفكير الإيجابي، التي يمكن أن تساهم في إفراز الإندورفين الذي قد يخفّف ألم حتى إذا كان الدواء غير مؤثّر جسدياً».

الناس الذين يهرولون بانتظام يتحدّثون في أغلب الأحيان عن "نشوة العدائيين"، وهذا سببه كما أصبحتم تعرفون الإندورفين الذي يرتفع متى بلغ الشخص الذي يلعب الرياضة نقطة معينة خلال التمرين. على أية حال يقول الدكتور فورمان بأنّ العلاقة بين الإندورفين والرياضة لا زالت جدالية، ذلك لأن بعض المحترفين الطبيين يعتقدون بأن الشعور الإيجابي هو الذي يزيد من إفراز الإندورفين وليس التمرين بحد ذاته. ويوصي الدكتور فورمان بالقيام بالتمارين الرياضية لأنه تحسن المزاج والصحة بشكل عام.
- يقول الدّكتور فورمان، «أعتقد شخصيا بأن هزة الجماع طريقة عظيمة للحصول على دفعة قوية من الإندورفين. فأنت يجب أن تركض لساعة كاملة حتى تبلغ نشوة العدائيين بالاعتماد على جسمك بالطبع. بينما يوفر لك الجنس الإندورفين بجهد أقل، ولا تنسى الشعور بالسعادة والمرح، لذلك فإن ممارسة الجنس بين الزوجين تعد من أفضل أنواع الرياضات على الإطلاق».
- يقول الدكتور فورمان، «إن وخز الجسم بالإبر يساعد على تخليص الجسم من الطاقة السلبية، وقد يحفز إفراز الإندورفين. كما أن المرضى الذين يخضعون للعلاج بالإبر الصينية غالبا ما يقتنعون بقوتها العلاجية وهكذا يشفون نفسياً».
- يقول الدكتور جويل فورمان، «جمعينا يعلم جيدا أن مادة الكاكاو تسبب الإدمان. حيث تؤثر على الدماغ وتحثه على إفراز الإندورفين. ولكن لا داع لأن تركض الآن لشراء قطعة كبيرة منها، يكفي أن تأكل قضمة صغيرة للحصول على التأثير الإيجابي».
- وحول الخوف والعلاقة بينه وبين الإندورفين يقول الدكتور جويل فورمان، «هل سمعت أصدقائك يقولون بأنّهم يحبّون مشاهدة أفلام الرعب؟ حسنا لا دخل للشجاعة بهذا، ببساطة عندما تشاهد فلم رعب يقوم دماغك بإفراز مادة الإندورفين فتشعر بقشعريرة تسري على يديك وعلى عيونك وأسفل ظهرك. وهذا شبيه بركوب القطار السريع في الملاهي، فأنت تشعر بالإثارة، التي تزيد من تسارع دقات قلبك وإفراز الإندورفين، الأمر الذي سيجعلك تشعر بالسعادة بعد انتهاء المشهد أو اللعبة».
- وجد باحثون من مركز جامعة ويك فوريست الطبي المعمداني بأن الأشعة فوق البنفسجية أشعة فوق البنفسجية يمكن أن تساهم في إنتاج الإندورفين، ولكن هل هذا السبب وراء جلوس بعض الحسناوات في الشمس قرب برك السباحة والشواطئ بالرغم من مخاطر سرطان الجلد. بضعة دقائق من التعرّض للشمس لن تؤذي جلدك، بل قد تزيد من أنتاج الإندورفين، ولكن لا تخرج في أوقات الذروة، يكفي أن ترى الشمس في الصباح الباكر لتحصل على هذه الدفعة القوية.

## المصدر
- موسوعة المعرفة:http://www.marefa.org
- Stryer. Biochemistry.3rd ed. Freeman
- Murry, Granner, Mayes, & Rodwell. Harper's Biochemistry. 25th ed. Lang